# Skálholtsbók
O Skálholtsbók (literalmente: Livro de Skálholt) é um manuscrito medieval islandês do séc. XV, em pergaminho do tipo papel velino, provavelmente escrito por Ólafr Loptsson em 1420. O original parece ter sido redigido no séc. XIII.
Das mais de 90 folhas iniciais, só existem atualmente 48. Contém alguns textos na totalidade e outros apenas em parte. Entre outros textos, contém a Saga de Érico, o Vermelho e a Saga de Gunnlaug Língua-de-Cobra.

O Skálholtsbók está depositado no Instituto Árni Magnússon em Reiquiavique. 